# Coupe Gambardella 2010-2011
Navigation
Édition précédente Édition suivante
La Coupe Gambardella de football est organisée durant la saison 2010-2011 par la Fédération française de football (FFF) et ses ligues régionales, et se déroule sur toute la saison, d'octobre à mai. La compétition à élimination directe met aux prises les clubs de -19 ans à travers la France. Le vainqueur est l'AS Monaco face à l'équipe de Saint-Étienne aux tirs au but après un match à 1 partout.

## Déroulement de la compétition[1]
La Coupe Gambardella se déroule tout au long de la saison et est constituée, à l'instar de la Coupe de France, de deux phases : une phase régionale puis une phase nationale. Elle commence en septembre pour les tours régionaux, avec les clubs de districts puis avec ceux évoluant en divisions régionales, se poursuit en décembre avec le niveau fédéral qui voit l'entrée des clubs U19 nationaux et s'achève le même jour que la finale de la Coupe de France. En cas d'égalité à l'issue du temps réglementaire, il n'y a pas de prolongation et les équipes sont départagées aux tirs au but. Les demi-finales ont lieu sur terrain neutre alors que la finale se dispute au Stade de France, en lever de rideau de la finale de la Coupe de France.
- Phase préliminaire (le nombre de tours varie selon les ligues)
  - Entrée des clubs départementaux
  - Entrée des clubs U18 régionaux
  - Finales régionales

- Phase finale (7 tours)
  - 1er tour fédéral : entrée des clubs U17 nationaux
  - 32e de finale
  - 16e de finale
  - 8e de finale
  - 1/4 de finale
  - 1/2 finale
  - Finale

Niveaux :
(1) National
(2) Ligue
(3) District

## Résultats[2]

### 1/16ede finale
| Date       | Club          | Résultat      | Club        |
| ---------- | ------------- | ------------- | ----------- |
| 27/02/2011 | Saint-Etienne | 2-0           | Nîmes       |
| 27/02/2011 | As Vitré      | 0-1           | Lorient     |
| 27/02/2011 | Blanquefort   | 3-3 (4-2 tab) | Bordeaux    |
| 27/02/2011 | Pau FC        | 0-1           | Marseille   |
| 27/02/2011 | Istres FC     | 1-3           | Monaco      |
| 27/02/2011 | Nice          | 0-2           | Montpellier |
| 27/02/2011 | Toulouse      | 2-2 (2-3 tab) | Grenoble    |
| 27/02/2011 | Rennes        | 0-0 (5-3 tab) | Cean        |
| 27/02/2011 | Nantes        | 0-4           | Guigamp     |
| 27/02/2011 | Paris FC      | 1-1 (4-1 tab) | Paris SG    |
| 27/02/2011 | Le Havre      | 1-1 (2-3 tab) | Sedan       |
| 27/02/2011 | Guecelard US  | 0-5           | Troyes      |
| 27/02/2011 | Valanciennes  | 7-0           | Laval       |
| 27/02/2011 | SA Mérignac   | 2-1           | Le Mans     |
| 27/02/2011 | Amiens SC     | 0-1           | Metz        |
| 27/02/2011 | Vesoul HSF    | 1-0           | St Denis    |

### Huitième de finale
| Date       | Club        | Résultat      | Club          |
| ---------- | ----------- | ------------- | ------------- |
| 20/03/2011 | Blanquefort | 0-6           | Monaco        |
| 20/03/2011 | SA Mérignac | 0-2           | Marseille     |
| 20/03/2011 | Grenoble    | 0-1           | Saint-Etienne |
| 20/03/2011 | Montpellier | 2-0           | Paris FC      |
| 20/03/2011 | Vesoul HSF  | 2-3           | Guingamp      |
| 20/03/2011 | Sedan       | 0-0 (5-4 tab) | Metz          |
| 20/03/2011 | Lorient     | 0-0 (3-2 tab) | Rennes        |
| 20/03/2011 | Troyes      | 2-2 (7-6 tab) | Valanciennes  |

### Quart de finale
| Date       | Club        | Résultat      | Cub           |
| ---------- | ----------- | ------------- | ------------- |
| 06/04/2011 | Sedan       | 1-0           | Lorient       |
| 10/04/2011 | Guingamp    | 2-4           | Monaco        |
| 10/04/2011 | Marseille   | 2-5           | Saint-Etienne |
| 10/04/2011 | Montpellier | 2-2 (4-5 tab) | Troyes        |

### Demi-finale
| Date       | Club   | Résultat | Club          |
| ---------- | ------ | -------- | ------------- |
| 01/05/2011 | Troyes | 1-4      | Saint-Etienne |
| 01/05/2011 | Monaco | 2-0      | Sedan         |

### Finale
La finale se déroule le 14 mai 2011 au Stade de France, avant la finale de la Coupe de France de football 2010-2011. L'AS Monaco remporte le titre en s'imposant face à l'AS Saint-Étienne lors de la séance de tirs au but (4-3). Les deux équipes n'étaient pas parvenues à se départager durant le temps réglementaire. (1-1).
| Entraîneur :      |
| Frédéric Barilaro |

| Entraîneur :    |
| Abdel Bouhazama |

| Entraîneur :      |
| Frédéric Barilaro |

| Entraîneur :    |
| Abdel Bouhazama |

## Héritage
La Coupe Gambardella, en plus de susciter l'engouement des jeunes joueurs pour le football, a également servi de tremplin pour de nombreux talents en herbe qui ont ensuite évolué vers le monde professionnel, marquant ainsi une étape cruciale dans leur carrière sportive. Parmi les finalistes quelques noms sont devenus familiers pour les fans du ballon rond.
Du côté monégasque : Layvin Kurzawa a commencé sa carrière professionnelle au sein de l'AS Monaco avant de rejoindre le Paris Saint-Germain en 2015. Polyvalent et offensif, il a joué un rôle clé dans les succès du PSG en Ligue 1 et en Coupe de France, tout en représentant également l'équipe nationale française avec 13 sélections. Dans l’équipe du rocher, un autre joueur a particulièrement réussi dans le monde professionnel, Yannick Ferreira Carrasco a également commencé sa carrière professionnelle au sein de l'AS Monaco avant de rejoindre l'Atlético Madrid en 2015. Rapidement devenu un joueur clé, il a contribué aux succès de l'Atlético en Liga et en Ligue des Champions, avant de poursuivre sa carrière en Chine en 2018 avec le Dalian Professional FC. Pour des raisons extra-sportives, au bout de deux ans il fera son retour à l’Atlético de Madrid jusqu’en 2023 avant de s’expatrier en Arabie saoudite à l’Al-Shabab FC. En parallèle, il représente également l'équipe nationale belge avec 11 buts en 72 sélections.
Du côté stéphanois, les noms sont moins prestigieux mais nous pouvons souligner la présence de Kurt Zouma qui a commencé sa carrière à Saint-Étienne avant de rejoindre Chelsea en 2014, remportant la Premier League en 2015. Il a ensuite été prêté à des clubs comme Stoke City et Everton, consolidant sa réputation en tant que défenseur robuste. Il a aussi joué pour l'équipe nationale française avec 11 sélections sous les ordres de Didier Deschamps. De plus, dans le onze finaliste des verts, nous retrouvons un nom bien connu dans les derbys entre l’AS Saint-Étienne et l’Olympique Lyonnais c’est Pierre-Yves Polomat , lui aussi a lancé sa carrière professionnelle à l'AS Saint-Étienne avant de partir en prêt dans différents clubs français. Après son passage à l'ASSE, il a rejoint des clubs tels que Brest et Nancy, où il a continué à faire ses preuves en tant que défenseur polyvalent.

## L'extra sportif

### Identité visuelle

Logo de la Coupe Gambardella dans les années 2010

### L'unique partenaire
En tant qu'acteur majeur de la vie locale et associative en France, le Crédit Agricole soutient et accompagne, depuis 1974, le football sur l'ensemble du territoire. Fort de cet engagement historique auprès du football amateur, le CA a consolidé peu à peu son partenariat avec la FFF. En 1996, il s'est associé à la Coupe Gambardella et devient l'unique partenaire. Anciennement dénommée « Coupe Nationale des Juniors », elle a été rebaptisée en l'honneur d'Emmanuel Gambardella (président de la FFF entre 1949 et 1953).

## Synthèse

### Nombre d'équipes par division et par tour
| Divisions / Manches | 1er tour fédéral | 32es de finale | 16es de finale | 8es de finale | Quarts de finale | Demi-finales  | Finale        | Vainqueur     |
| ------------------- | ---------------- | -------------- | -------------- | ------------- | ---------------- | ------------- | ------------- | ------------- |
| National (1)        | 56               | 36             | 19             | 8             | 7                | 3             | 2             | 1             |
| Ligue (2)           | 66               | 28             | 13             | 8             | 1                | 1             | 0             | 0             |
| District (3)        | 5                | Aucune équipe  | Aucune équipe  | Aucune équipe | Aucune équipe    | Aucune équipe | Aucune équipe | Aucune équipe |
| Outre-mer           | 1                | Aucune équipe  | Aucune équipe  | Aucune équipe | Aucune équipe    | Aucune équipe | Aucune équipe | Aucune équipe |
| Total               | 128              | 64             | 32             | 16            | 8                | 4             | 2             | 1             |